# Mamaje (obwód witebski)
Mamaje (biał. Мамаі; ros. Мамаи) – wieś na Białorusi, w obwodzie witebskim, w rejonie głębockim, w sielsowiecie Ozierce.
Miejscowość jest siedzibą prawosławnego dekanatu głębockiego. Znajduje się tu zabytkowa parafialna cerkiew prawosławna pw. Przemienienia Pańskiego. Świątynia powstała jako kościół katolicki. W 1866 w ramach represji popowstaniowych została ona przekazana prawosławnym. W czasach komunistycznych nie funkcjonowała.

## Historia
W czasach zaborów wieś w powiecie dzisieńskim, w guberni wileńskiej Imperium Rosyjskiego.
W latach 1921–1945 wieś leżała w Polsce, w województwie wileńskim, w powiecie dziśnieńskim, w gminie Głębokie.
Według Powszechnego Spisu Ludności z 1921 roku zamieszkiwało tu 288 osób, 20 były wyznania rzymskokatolickiego, a 268 prawosławnego. Jednocześnie 18 mieszkańców i zadeklarowało polską, a 270 białoruską przynależność narodową. Było tu 57 budynków mieszkalnych. W 1931 w 69 domach zamieszkiwały 332 osoby.
Wierni należeli do parafii rzymskokatolickiej i prawosławnej w Głębokiem. Miejscowość podlegała pod Sąd Grodzki w Głębokiem i Okręgowy w Wilnie; właściwy urząd pocztowy mieścił się w Głębokiem.
W wyniku napaści ZSRR na Polskę we wrześniu 1939 miejscowość znalazła się pod okupacją sowiecką. 2 listopada została włączona do Białoruskiej SRR. Od czerwca 1941 roku pod okupacją niemiecką. W 1944 miejscowość została ponownie zajęta przez wojska sowieckie i włączona do Białoruskiej SRR.
Od 1991 w składzie niepodległej Białorusi.